# Priit Tomson
Priit Tomson (Tallinn, 3 novembre 1942) è un ex cestista sovietico.

## Carriera
Con l'Unione Sovietica ha disputato i Giochi olimpici di Città del Messico 1968, tre edizioni dei Campionati mondiali (1967, 1970, 1974) e tre dei Campionati europei (1967, 1969, 1971).